# Mikalajevitjy
Mikalajevitjy (belarusiska: Мікалаевічы) är en by i Belarus. Den ligger i voblasten Minsks voblast, i den centrala delen av landet, 30 km öster om huvudstaden Minsk. Mikalajevitjy ligger 191 meter över havet och antalet invånare är 340.

## Natur och klimat
Terrängen runt Mikalajevitjy är platt. Närmaste större samhälle är Smaljavitjy, 3,7 km nordost om Mikalajevitjy.
Omgivningarna runt Mikalajevitjy är en mosaik av jordbruksmark och naturlig växtlighet. Runt Mikalajevitjy är det ganska glesbefolkat, med 34 invånare per kvadratkilometer.